# Kenkun-jinja

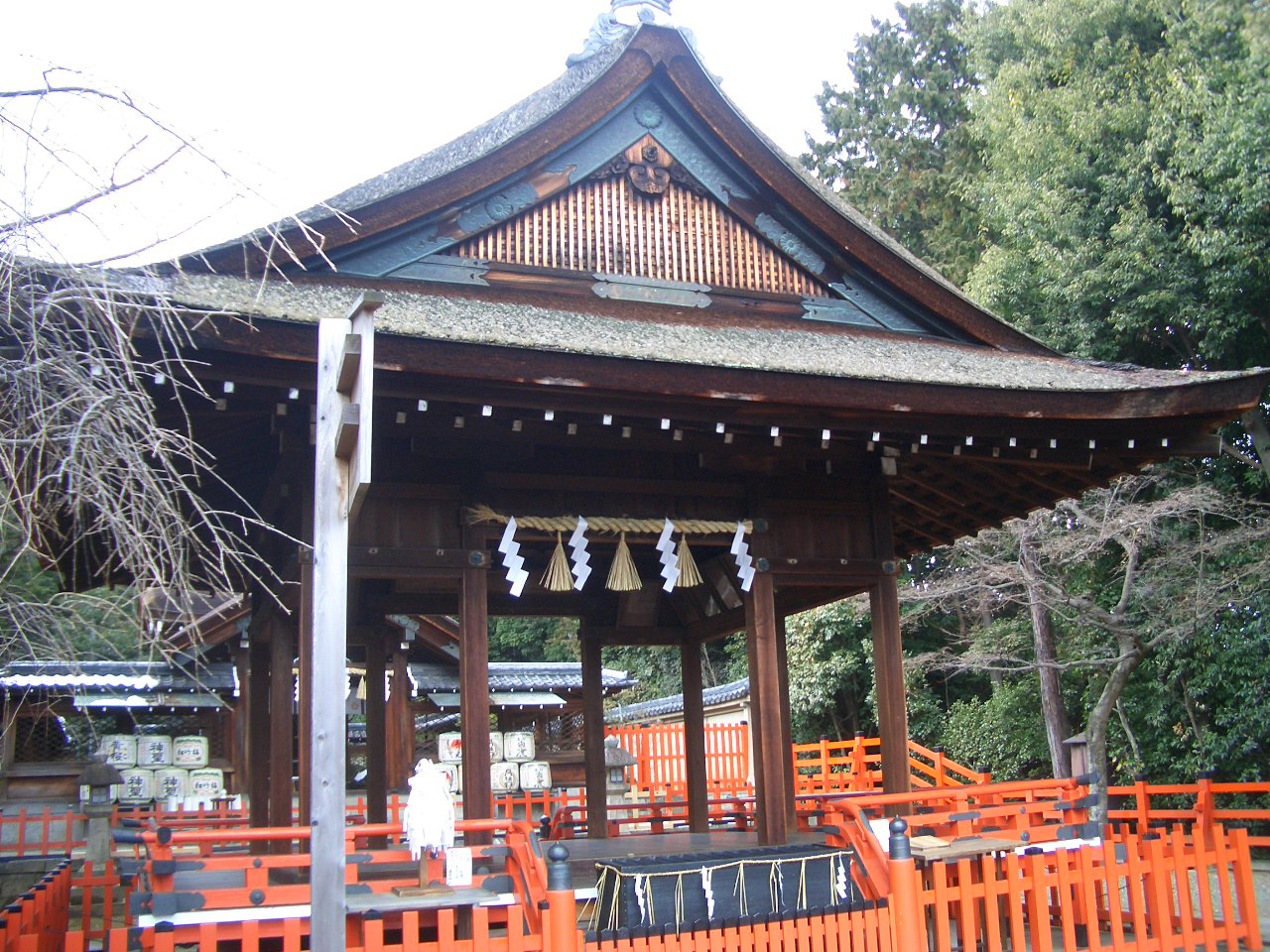

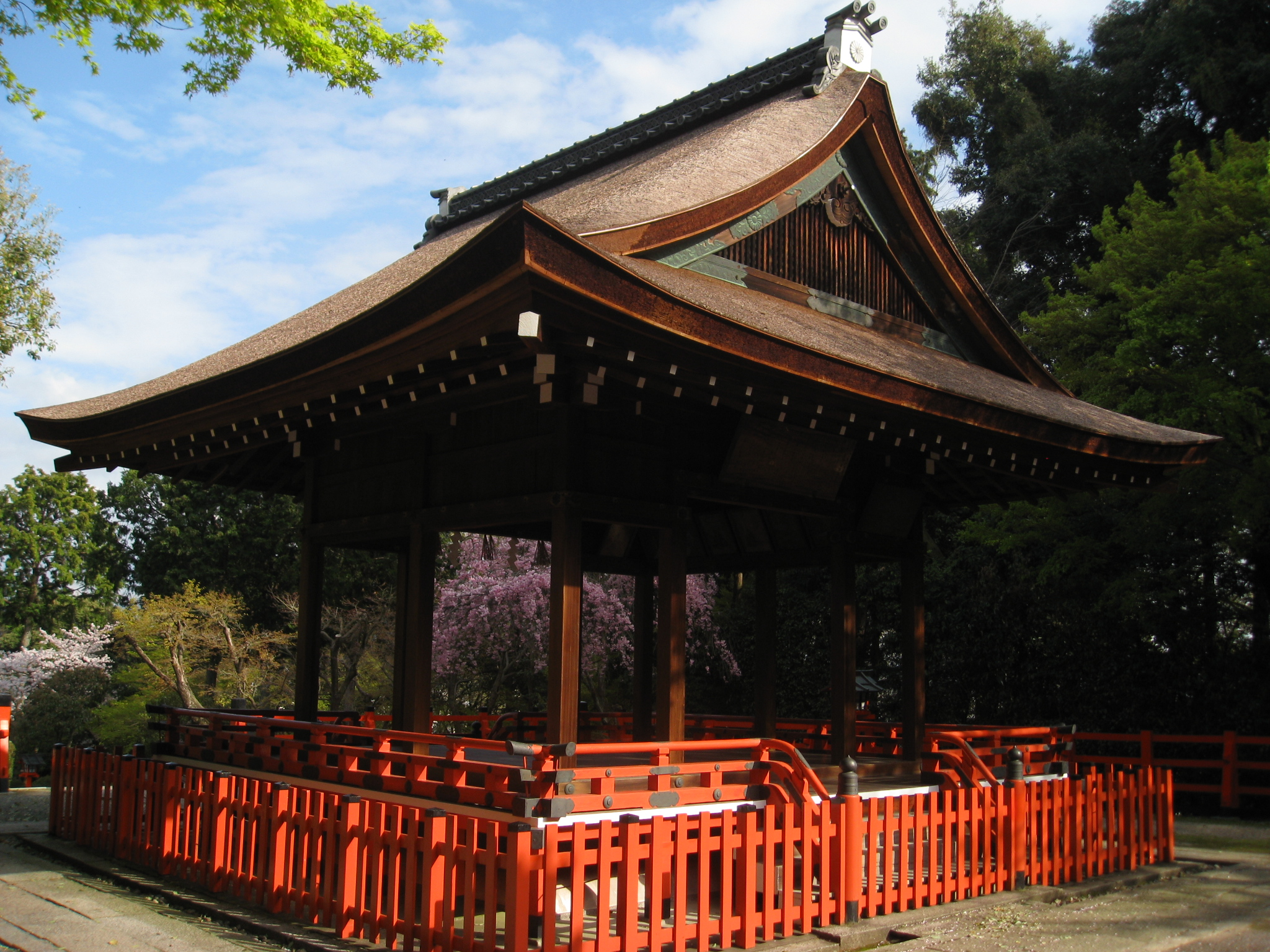
Le kagura-den de Kenkun-jinja, (bâtiment des sanctuaires shinto consacrés à Nō, c'est-à-dire la figure sacrée de la danse kagura).

Le Kenkun-jinja (建勲神社,) également connu sous le nom Takeisao-jinja, est un sanctuaire shinto de la ville de Kyoto au Japon. Le daimyo Oda Nobunaga, un personnage clé dans l'unification du Japon durant la fin du XVIe siècle y est vénéré.

## Funaoka matsuri
Tous les ans, le 19 octobre, se tient au sanctuaire le festival Funaoka matsuri en commémoration du jour où Nobunaga est entré pour la première fois à Kyoto en 1568. De jeunes garçons revêtus d'armures médiévales représentent l'armée de Nobunaga lorsqu’elle marche vers Kyoto pour prendre le contrôle du gouvernement.

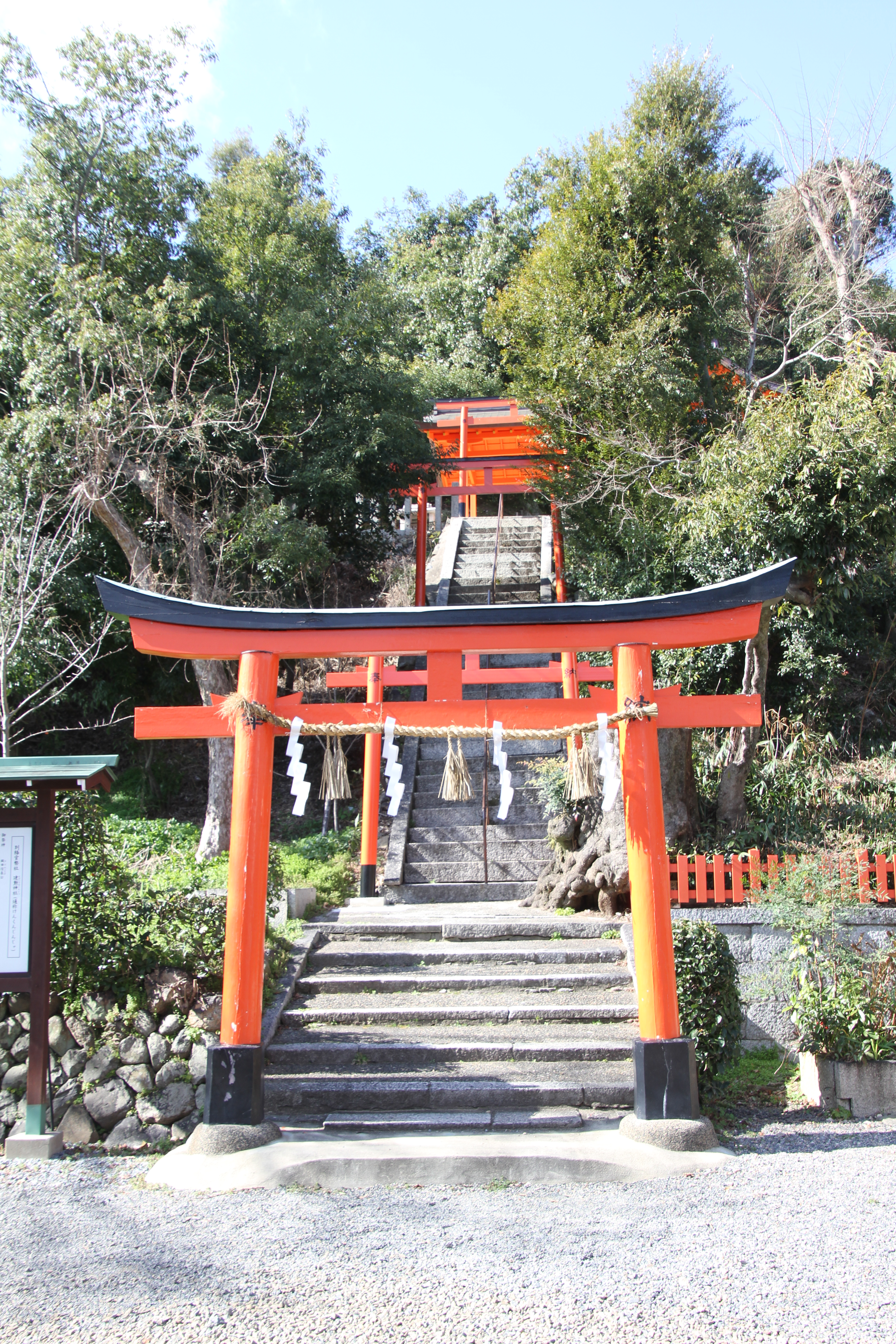
Escaliers d'accès au sanctuaire depuis la rue.
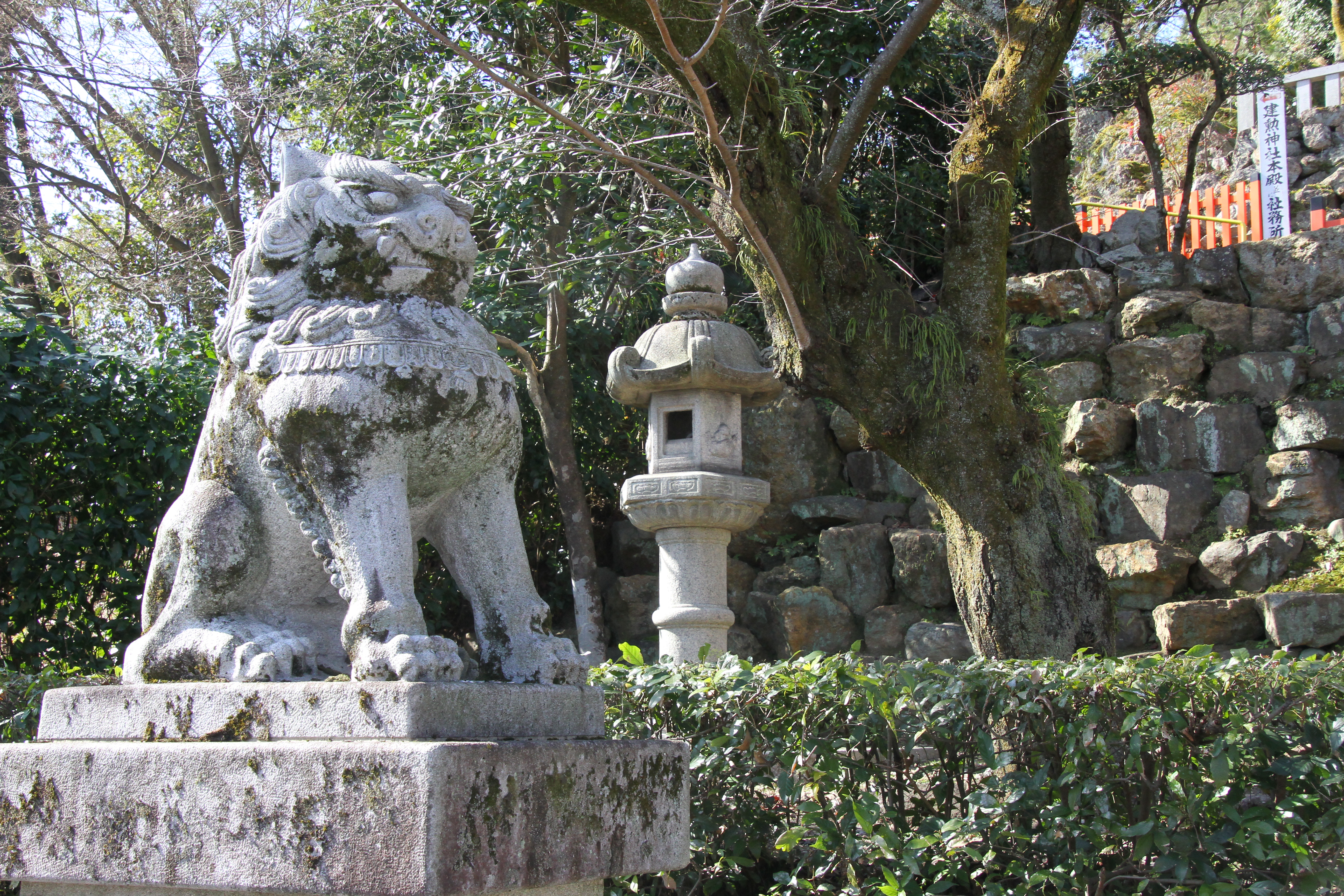
Komainu, un des gardiens du sanctuaire.
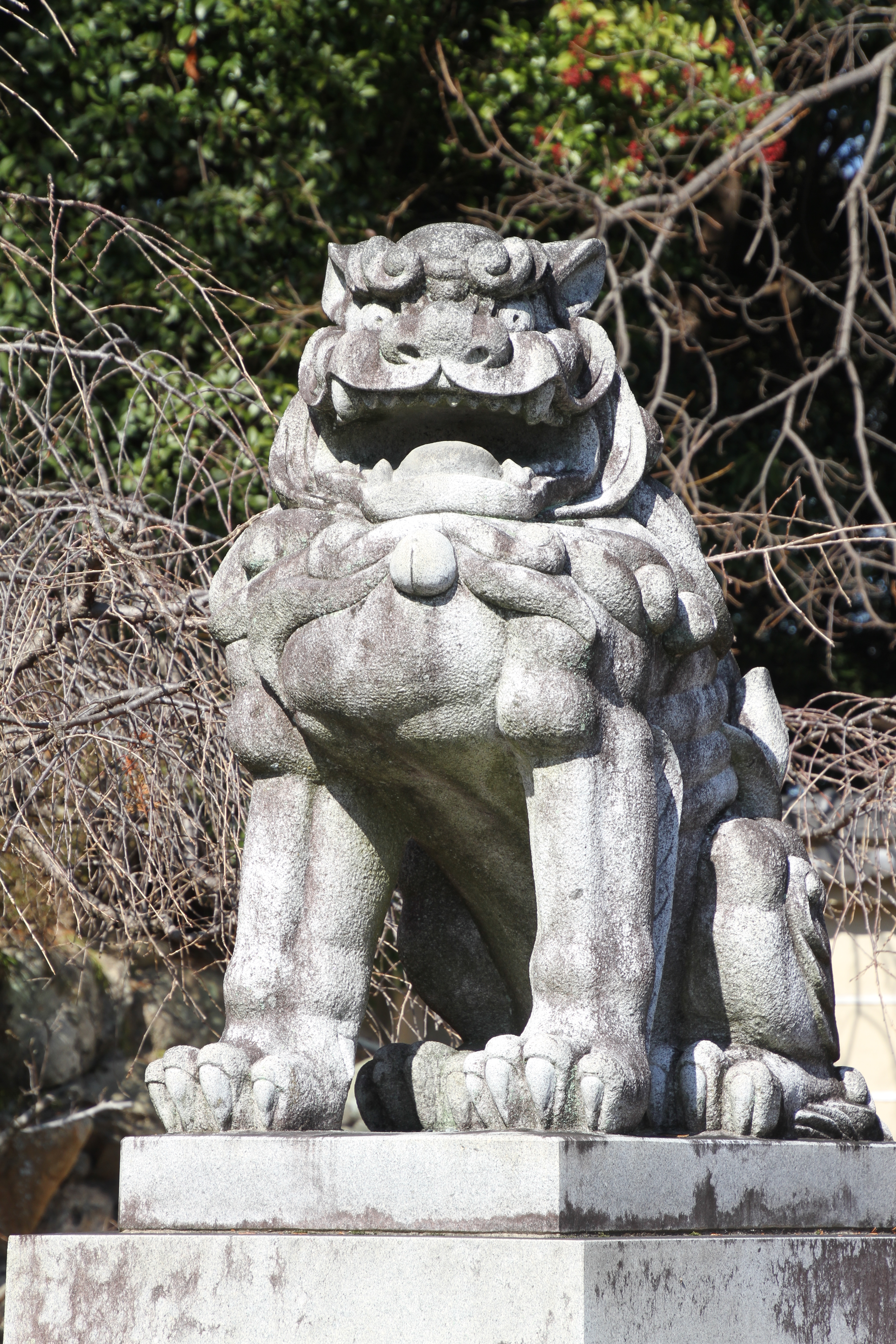
Gardien du sanctuaire, un komainu.
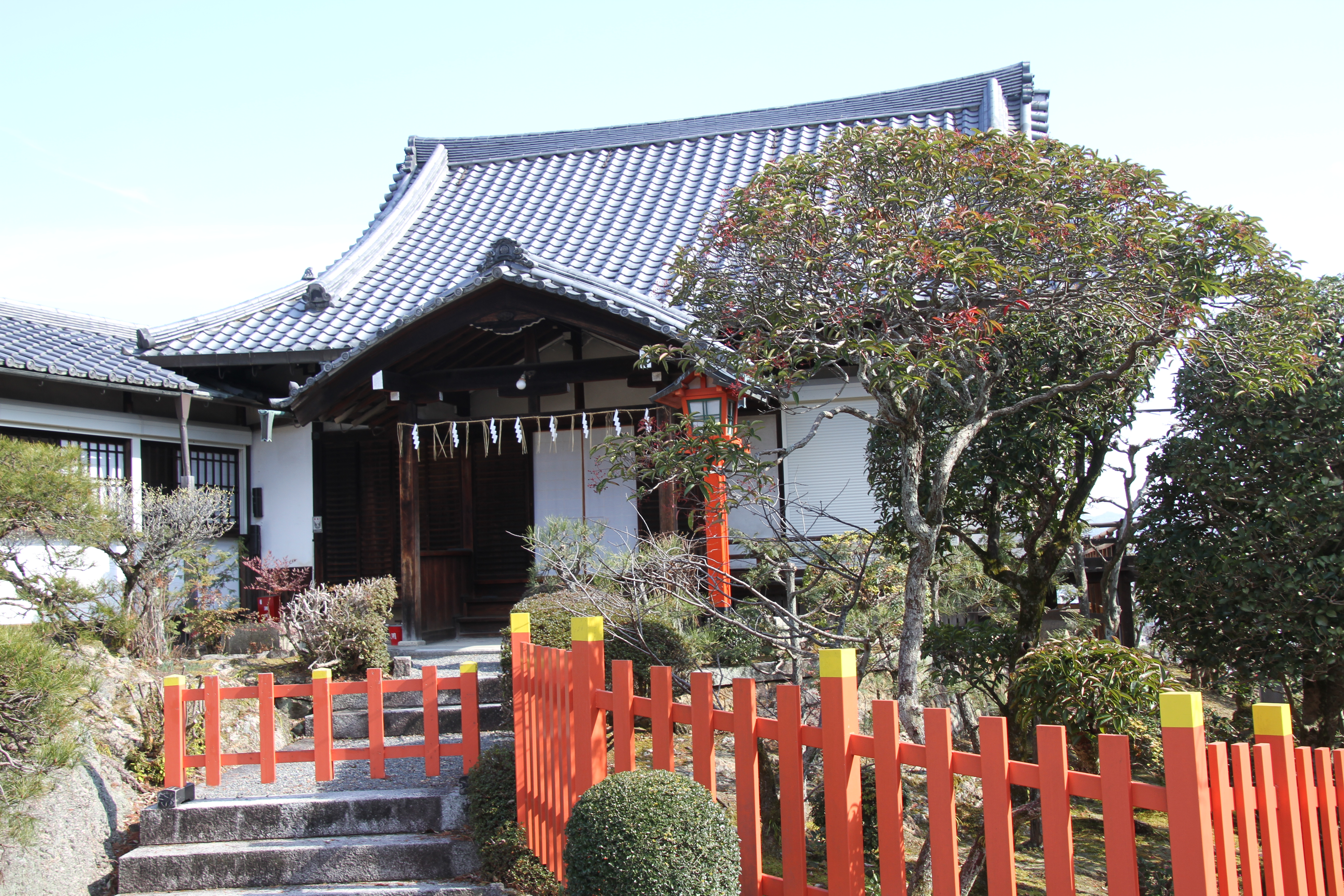
Kinhinkan, bâtiment d'accueil des hôtes de prestige
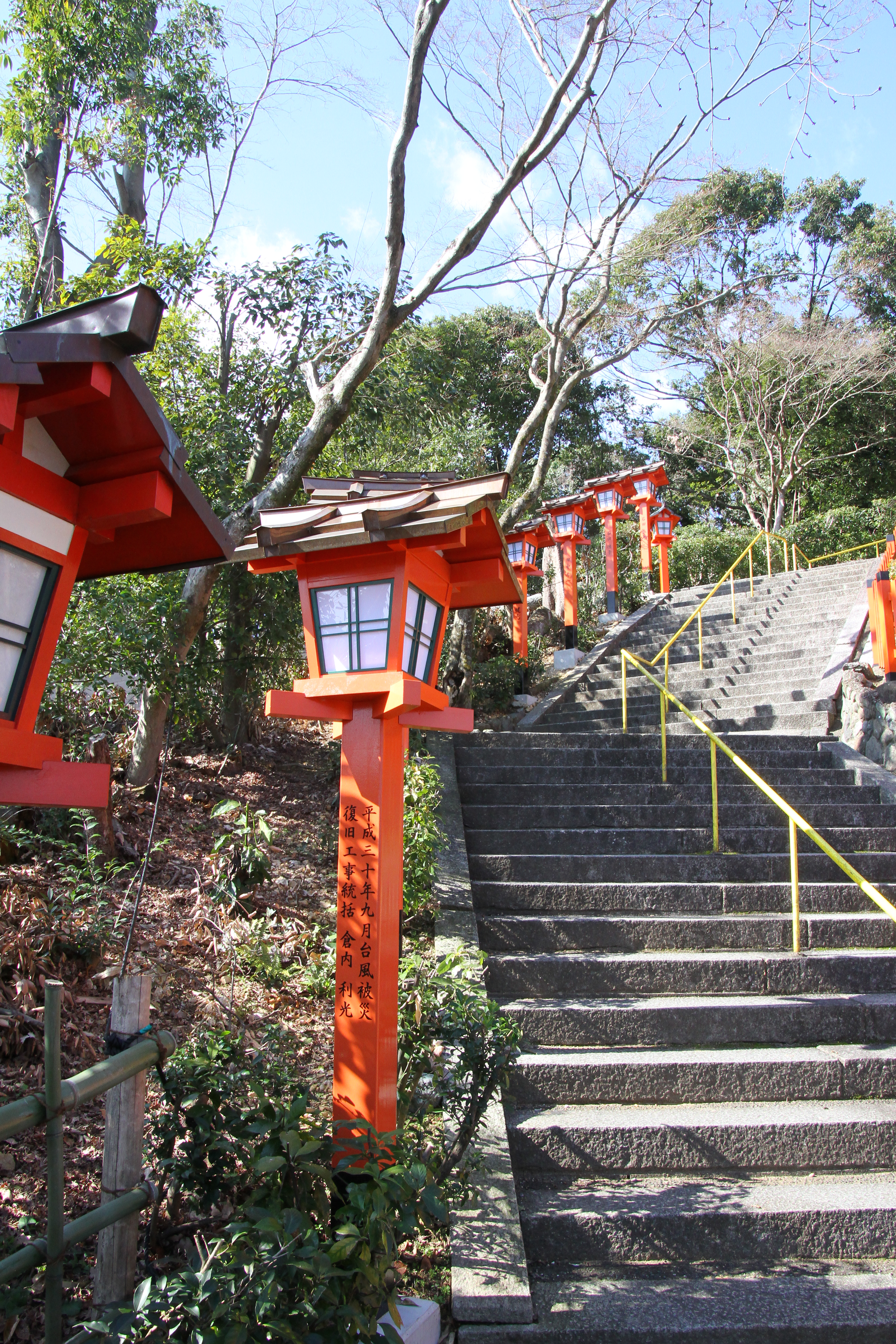
Le dénivelé important pour gravir au sommet de la colline.
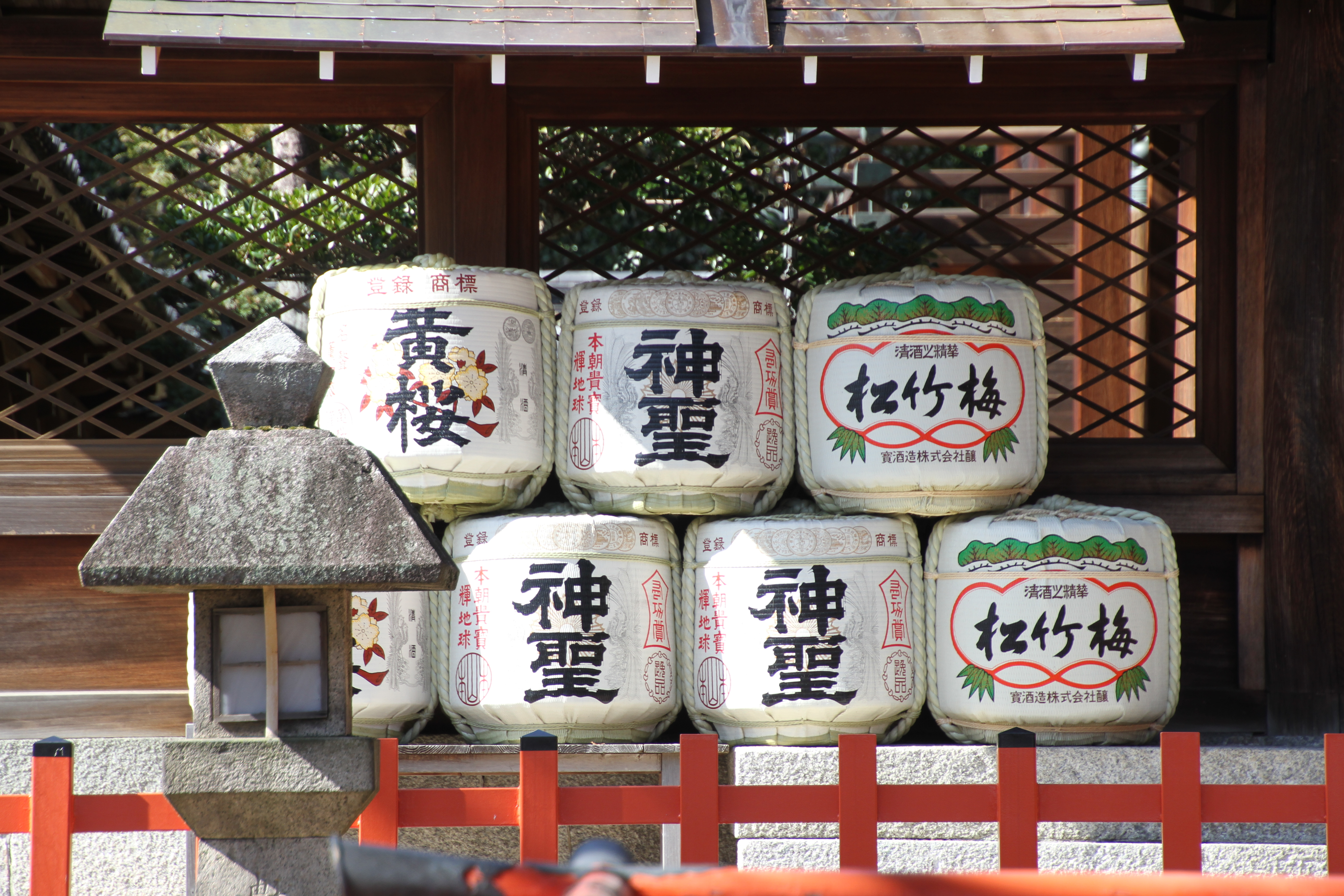
Tonneaux de saké vides.
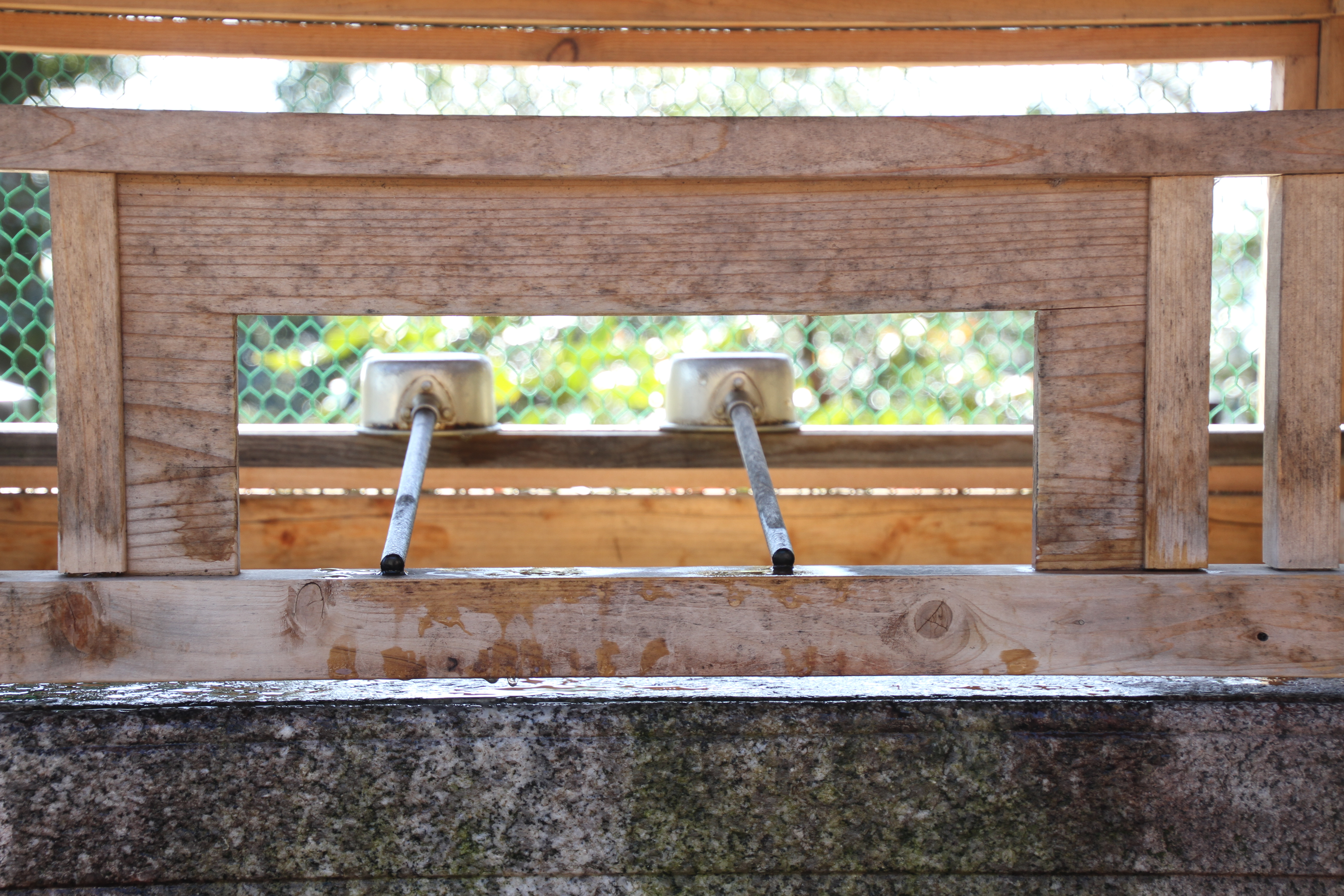
Le bassin des ablutions.
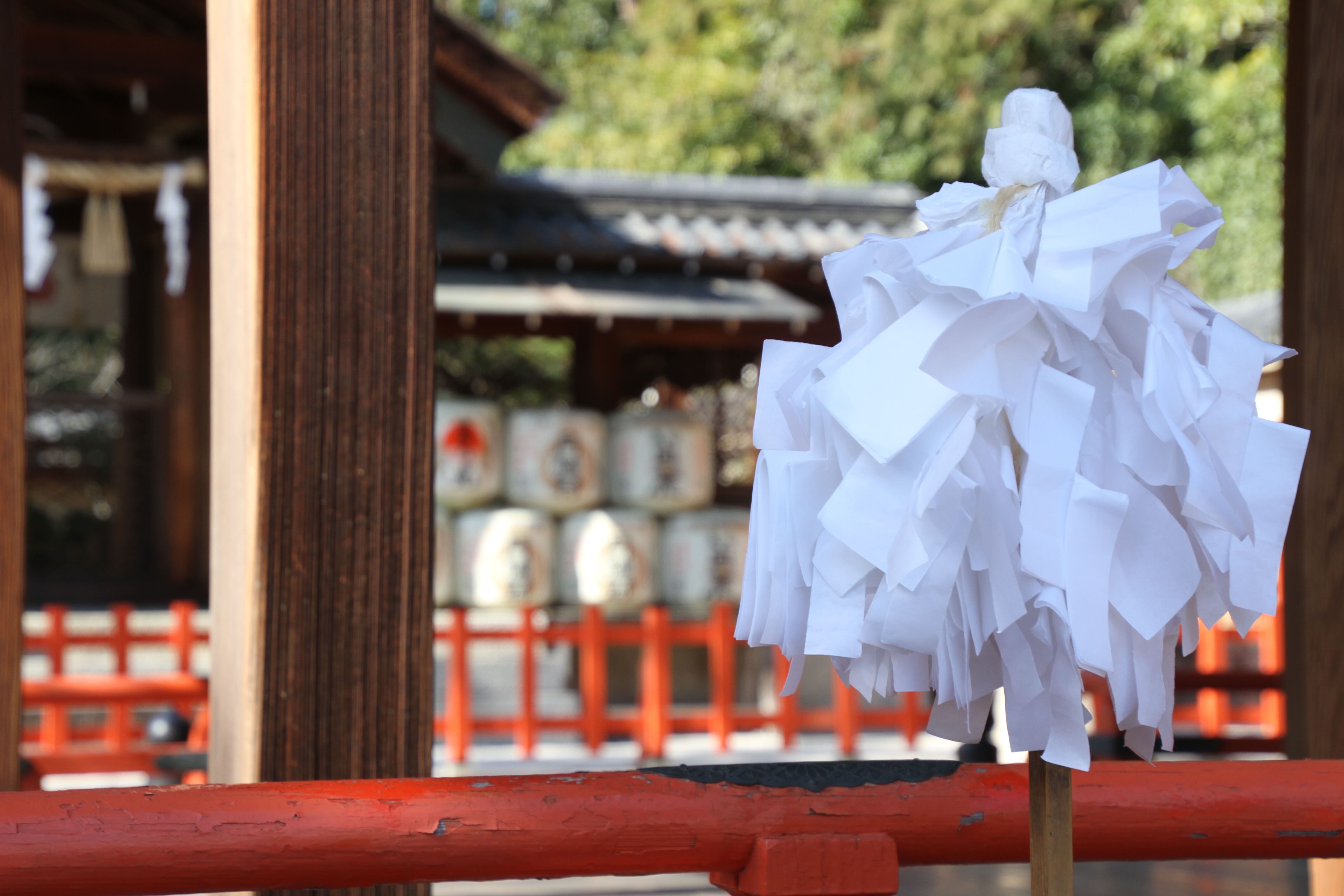
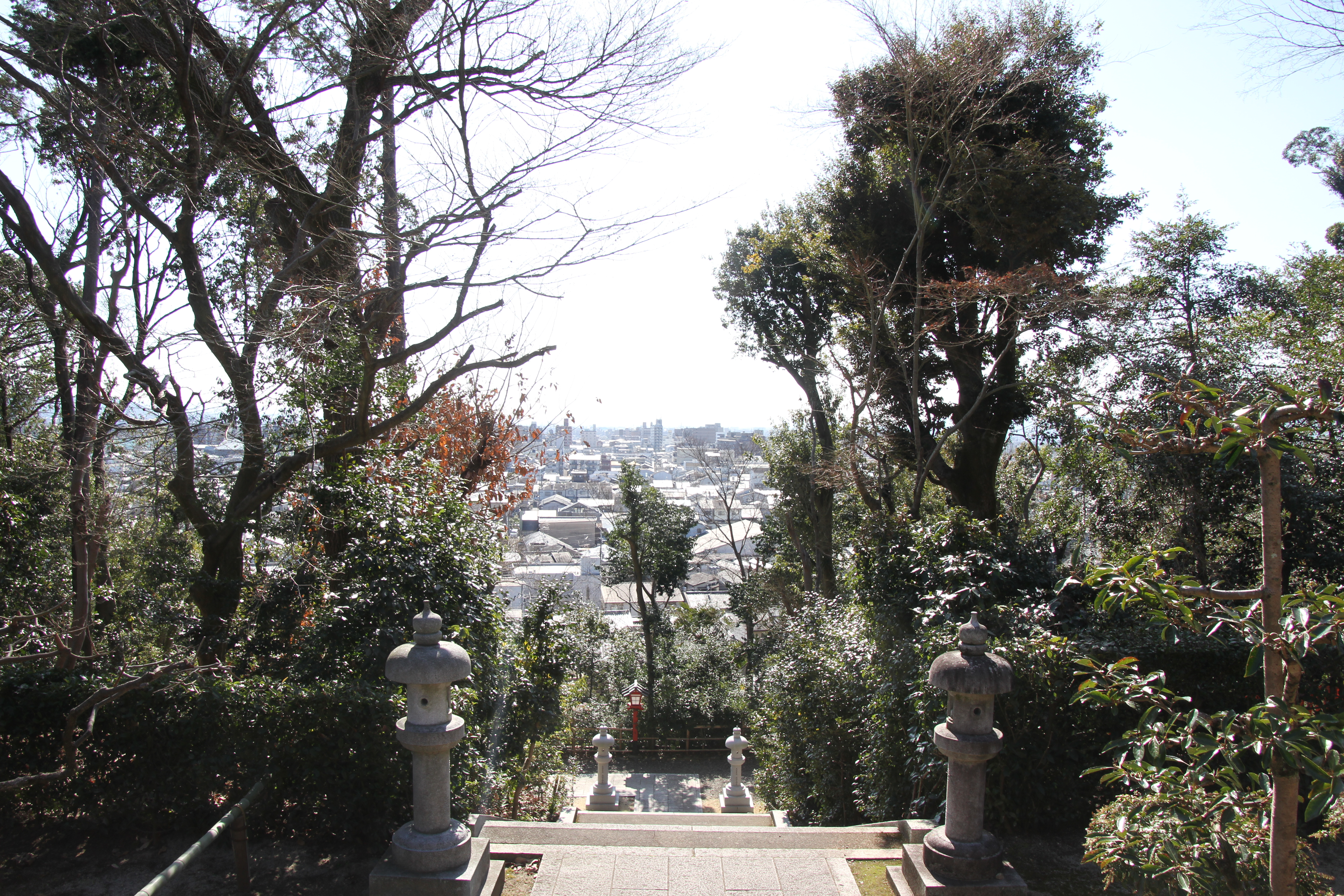
Le point de vue depuis le sanctuaire.